# Bill Evans at Town Hall
Bill Evans at Town Hall — концертный альбом 1966 года американского джазового пианиста Билла Эванса и его трио. Это его единственная коммерческая запись трио с участием барабанщика Арнольда Уайза, и это было последнее записанное выступление басиста Чака Израэлса в качестве постоянного участника трио.
Запись была выпущена под названием «Том 1», но последующих томов не последовало. Запланированный выпуск материала биг-бэнда с участием Эванса из второй половины концерта в итоге был отменён, так как, по словам менеджера Эванса Хелен Кин, пианист «играл не в полную силу» в этой части программы.
Оригинальная пластинка состояла из четырёх трио-исполнений джазовых стандартов, за которыми следовала длинная сольная элегия в память о недавно умершем отце Эванса. Verve Records выпустила альбом на компакт-диске в 1986 году с тремя дополнительными трио-исполнениями, включая первую запись композиции Эванса «One for Helen», посвящённой его менеджеру.

## Арнольд Уайз
Израэльс высоко ценил вклад барабанщика Арнольда Уайза, говоря: «Он как катализатор, ничего не подстрекает, но берёт всё, что есть в его музыкальном окружении, и соединяет это, смешивая элементы». Однако Уайз не любил путешествовать и, по словам Питера Петтингера, «оставался не привязанным к работе». Позже Уайз вернулся в трио Билла Эванса на шесть месяцев, включая европейский тур. Несколько дополнительных записей трио с «Арни» Уайзом в конечном итоге были выпущены Milestone Records в 1996 году на 8-дисковом сборнике The Secret Sessions, и его игра на этих записях получила высокую оценку Петтингера. В конце 1960-х Эванс работал с разными барабанщиками, в том числе с Филли Джо Джонсом и Джеком ДеДжонеттом, прежде чем в конце 1968 года окончательно закрепился в этом качестве с Марти Морелем.

## Приём
| Оценки критиков                      | Оценки критиков |
| Источник                             | Оценка          |
| ------------------------------------ | --------------- |
| AllMusic                             | [ 8 ]           |
| The Rolling Stone Jazz Record Guide  | [ 9 ]           |
| The Penguin Guide to Jazz Recordings | [ 10 ]          |

Музыкальный критик Скотт Яноу в своей статье для AllMusic назвал альбом "превосходным усилием Билла Эванса и его трио в начале 1966 года. … В его живом исполнении группа в основном исполняет лирические и вдумчивые стандарты. … Однако самой запоминающейся частью является 13½-минутное «Solo — In Memory of His Father», обширное исследование без сопровождения со стороны Эванса, которое частично использует тему, которая стала «Turn Out the Stars».
В длинном соло также есть недавно написанный «Prologue», несколько напоминающий Сати и Дебюсси, расширенная версия «Re: Person I Knew», теперь называемая «Story Line», и заключительный «Epilogue», взятый из альбома 1958 года Everybody Digs Bill Evans. Кит Шедвик высоко оценил это сольное выступление Эванса за его «большую интенсивность и почти бесконечные градации чувств, прикосновений, тона, ритмических корректировок и акцентов. Общее настроение музыки элегично, меланхолия в её сердце становится все более мрачной и интенсивной, пока, касаясь отчаяния, она не разрешается загадочным „Эпилогом“, по-новому пронзительным в своей последней роли».
Биограф Эванса Питер Петтингер отмечает, что «Turn Out the Stars» выдержал испытание временем и стал, возможно, второй величайшей классикой Эванса после «Waltz for Debby».

## 'Turn Out the Stars'
Эванс написал «Turn Out the Stars» на слова своего друга Джина Лиса, который также написал слова для «Вальса для Дебби». Лис сказал, что название было вдохновлено старым фильмом под названием «Выключи Луну». Вопреки распространённому мнению, изначально эта песня не была написана в связи со смертью отца Эванса; она была использована в этом качестве только позже в этом альбоме. Это произведение оставалось неотъемлемой частью репертуара Эванса до конца его карьеры. Примечательно, что более поздние самостоятельные записи (то есть не входящие в сюиту для его отца) появились в альбомах Intermodulation с Джимом Холлом и концертная запись трио Since We Met. Существует также множество более поздних концертных записей трио Эванса, выпущенных после смерти пианиста, в том числе не менее 14 версий с его последним трио, записанным всего за последний год его жизни.
Впоследствии это фирменное произведение неоднократно перепевали другие известные джазовые исполнители, в том числе Клэр Фишер (1987), Дэвид Бенуа (1989), Гэри Бёртон и Пол Блей (1990), Фред Херш (1991), Ли Кониц (1993), Джон Маклафлин (1993), Арт Фармер (1994), Херби Манн (1995), Дэйв Грузин (2010) и Чик Кориа (2011); кроме того, транскрипции произведения были записаны классическими исполнителями, включая Kronos Quartet (1986) и Жан-Ива Тибоде (1997), которые часто исполняли её в сольных концертах на бис.
Эванс никогда не записывал эту композицию с вокалисткой, и Лиз отметил, что мелодия «мрачная» и «очень сложная для исполнения». Вокальное исполнение можно услышать в трибьют-альбоме Тьерни Саттон Blue in Green 2001 года.

## Список треков

### Сторона один
1. «I Should Care» (Sammy Cahn, Axel Stordahl, Paul Weston) — 5:30
2. «Spring Is Here» (Richard Rodgers, Lorenz Hart) — 5:00
3. «Who Can I Turn To?» (Leslie Bricusse, Anthony Newley) — 6:17

### Сторона два
1. «Make Someone Happy» (Betty Comden, Adolph Green, Jule Styne) — 4:45
2. «Solo — In Memory of His Father Harry L. (Prologue/Improvisation on Two Themes/Story Line/Turn Out the Stars/Epilogue)» (Evans) — 13:40

### Переиздание
1. «I Should Care» (Sammy Cahn, Axel Stordahl, Paul Weston) — 5:30
2. «Spring Is Here» (Richard Rodgers, Lorenz Hart) — 5:00
3. «Who Can I Turn To?» (Leslie Bricusse, Anthony Newley) — 6:17
4. «Make Someone Happy» (Betty Comden, Adolph Green, Jule Styne) — 4:45
5. «Solo — In Memory of His Father Harry L. (Prologue/Story Line/Turn Out the Stars/Epilogue)» (Evans) — 13:40
6. «Beautiful Love» (Haven Gillespie, Wayne King, Egbert Van Alstyne, Victor Young) — 6:56
7. «My Foolish Heart» (Ned Washington, Victor Young) — 4:51
8. «One for Helen» (Evans) — 5:51

## Структура соло
Длительное сольное выступление «Solo — In Memory of His Father Harry L.» по сути представляет собой сюиту, состоящую из четырёх отдельных частей:
1. «Prologue» (0:00-2:39) [first recording]
2. «Story Line» aka «Re: Person I Knew» (2:40-7:30) [first recorded on the album Moon Beams]
3. «Turn Out the Stars» (7:31-12:28) [first recording]
4. «Epilogue» (12:29-13:09) [first recorded on the album Everybody Digs Bill Evans]

(Оставшаяся часть трека состоит из аплодисментов.)

## Музыканты
- Билл Эванс — фортепиано
- Чак Израэлс — бас-гитара (кроме трека 5)
- Арнольд Уайз — барабаны (кроме трека 5)